# John Kjøller
 Der er for få eller ingen kildehenvisninger i denne artikel, hvilket er et problem. Du kan hjælpe ved at angive troværdige kilder til de påstande, som fremføres i artiklen.

John Kjøller 15. maj 1970 (55 år) er en dansk sanger, skuespiller og programmør.
Uddannet klassisk sanger (tenor) fra Det Jyske Musikkonservatorium 1994-2000.
Medvirkede i Nils Malmros’ film “Kærlighedens Smerte” (1992).
Fra 1998 til 2015 lagt danske stemmer til diverse tegnefilm.
Ansat i det danske klassiske ensemble Musica Ficta 1996-2011.
Sang med DR koncertkoret 1996-2017.
Fra 1995 til og med 2017 medlem af en dansk a cappella sekstet ved navn Basix, sammen med Niels Nørgaard, Peter Bach, Anders Ørsager, Christoffer Brodersen og Toke Wulf.
Har sunget backing for danske og internationale kunstnere, bl.a.:
Sarah Brightman,
Mick Hucknall,
Gavin DeGraw,
Mariah Carey,
Sanne Salomonsen,
Hanne Boel,
Thomas Helmig.
Andre medvirkender:
Tryllefløjten (Den Jyske Opera).
Pandoras Æske (Den Jyske Opera).
Idomeneo (Den Jyske Opera).
Jenufa (Den Jyske Opera).
Tyven og Enken (Nordjysk Operakompagni).
Tornerose (Æventyroperaen).
Cyrano (Gladsaxe Teater).
Jeanne D’Arc (Gladsaxe Teater).
Our Hearts Beat as One (Hvidovre Teater).
Walczak (Aarhus Teater).
Les Misérables (Aarhus Teater).
Runaways (Gellerupscenen).
Three Penny Opera (Spokane Civic Theatre)
Madrigal Dinner (Spokane). Jeppe på bjerget (Aarhus teater).
Siden 2015 ansat som programmør ved ASIMUT Software.